# Buk (Milín)
Buk je malá vesnice, část obce Milín v okrese Příbram ve Středočeském kraji. Nachází se asi dva kilometry severovýchodně od Milína. Vesnicí protéká Líšnický potok. Vesnicí prochází silnice I/4. Je zde evidováno 32 adres. V roce 2011 zde trvale žilo 71 obyvatel.
Buk leží v katastrálním území Milín o výměře 7,34 km².
Severozápadně od vesnice leží podzemní zásobník plynu Háje.

## Historie
První písemná zmínka o vesnici pochází z roku 1383.
Ze jména lze usuzovat, že byla založena na místě vyklučeného bukového porostu.
Archeologické nálezy v blízkém okolí dokladují osídlení tohoto území již v 9.-6. století před Kristem v době bronzové a železné.
Pro rozvoj obce měla význam výhodná poloha na obchodní Zlaté stezce (její zbytky jsou dosud patrné u bývalého hostince Na Ztratilce a u milínského hřbitova).
Obec vznikala postupně, původní byla severní část náležející k dobříšskému panství, novější jižní část patřila k panství Karlštejn.
Farností příslušel Buk k obci Slivice, do školy chodily děti do Milína.

## Obyvatelstvo
| Rok            | 1869 | 1880 | 1890 | 1900 | 1910 | 1921 | 1930 | 1950 | 1961 | 1970 | 1980 | 1991 | 2001 | 2011 | 2021 |
| -------------- | ---- | ---- | ---- | ---- | ---- | ---- | ---- | ---- | ---- | ---- | ---- | ---- | ---- | ---- | ---- |
| Počet obyvatel | 210  | 204  | 241  | 204  | 194  | 160  | 138  | 94   | 114  | 105  | 76   | 71   | 67   | 71   | 96   |
| Počet domů     | 24   | 25   | 25   | 26   | 26   | 27   | 28   | 27   | 27   | 25   | 23   | 30   | 30   | 28   | 29   |

## Pamětihodnosti
V malém parčíku v obci je pomníček padlým ve druhé světové válce z roku 1976, na návsi stojí socha svatého Jana Nepomuckého.